# A
A, a (/a/ trong tiếng Việt, /êi/ trong tiếng Anh) là chữ cái đầu tiên trong bảng chữ cái Latinh và chữ cái tiếng Việt.
- Trong bảng mã ASCII dùng ở máy tính, chữ A hoa có giá trị 65 và chữ a thường có giá trị 97.
- Trong hệ đo lường quốc tế:
  - A là ký hiệu cho ampe, atmosphere(đơn vị đo áp suất)
  - a được dùng cho tiền tố atô – hay {\displaystyle 10^{-18}}.
  - a là đơn vị đo diện tích, {\displaystyle 1a=100m^{2}}.
- Trong âm nhạc, A đồng nghĩa với nốt La.
- Trong y tế, A là tên của một trong 4 nhóm máu chính.
- Trong hóa sinh học, A là biểu tượng cho alanin và adenosin.
- Trong thiên văn học, A là tên của loại sao thứ nhất. Tập tin:Times New Roman.png
- A cũng là tên của một loại vitamin là vitamin A.
- Trong toán học, A là biểu diễn của 10 trong các hệ đếm cơ số lớn hơn 10. Xem thêm hệ thập lục phân.
- Trong tin học: 
  - <a> là một phần tử HTML để biểu diễn thẻ "neo" (anchor).
  - A đôi khi đại diện cho tập hợp các ký tự thuộc bảng chữ cái Latinh trong chuỗi.
  - A:\ là địa chỉ quy ước của đường dẫn tới đĩa mềm đầu tiên trong các hệ điều hành dựa trên DOS.
- Trong điện tử học:
  - A là kích thước tiêu chuẩn của pin.
  - A chỉ tới anôt, cực dương trong các ống chân không.
- Trong tiếng Việt, a có thể là một câu cảm đầu câu. Ví dụ: A, bài hát này hay quá!
- Mọi người hay có những câu nói bắt đầu bằng chữ A (ví dụ: Alo, Ai, Ao,...)
- Trong tiêu chuẩn quốc tế về kích thước giấy, A là một tập hợp các loại giấy có tỷ lệ chiều dài/chiều cao là khoảng 70% (tính theo giấy đặt dọc). Ví dụ: giấy A4 có kích thước 210 x 297 mm, giấy A3 có kích thước 297 x 420 mm, A0 có kích thước 840 x 1188 mm v.v
- Trong hệ thống chứng chỉ ngoại ngữ, tin học, lý luận chính trị của Việt Nam, thì chứng chỉ A là mức thấp nhất, dành cho những người qua được kỳ thi ở mức cơ bản.
- Trong các loại bài tú lơ khơ, A được sử dụng cho quân Át (hay còn gọi là quân xì), tùy theo cách tính điểm trong từng loại bài có thể có giá trị 1 hay 13 điểm.
- Theo mã số xe quốc tế, A được dùng cho Áo (Austria).
- A được gọi là Alfa hay Alpha trong bảng chữ cái âm học NATO.
- Trong bảng chữ cái Hy Lạp, A tương đương với Α và a tương đương với α.
- Trong bảng chữ cái Cyrill, A và a giống như trong bảng chữ cái Latinh.

{\displaystyle 10^{-18}}

## Cách phát âm một vài ngôn ngữ
- Trong Latinh, A được đọc là ây.
- Tiếng Trung là 啊, đọc là a.
- Tiếng Nhật là あ「ア」, đọc là a.
- Tiếng Hàn là 아, đọc là a.